# Riemannsche Holonomie

Paralleltransport entlang einer geschlossenen Kurve auf der Sphäre

Der mathematische Begriff der Riemannschen Holonomiegruppe oder Riemannschen Holonomie bezeichnet in der Differentialgeometrie die Gruppe linearer Transformationen, die durch den Paralleltransport von Vektoren entlang geschlossener Kurven induziert wird.

## Definition
Sei {\displaystyle (M,g)} eine Riemannsche Mannigfaltigkeit. Der Levi-Civita-Zusammenhang definiert den Paralleltransport auf {\displaystyle M}. Für jede geschlossene Kurve
{\displaystyle \gamma \colon \left[0,1\right]\to M}
mit {\displaystyle \gamma (0)=\gamma _{1}=x_{0}} definiert der Paralleltransport eine lineare Abbildung
{\displaystyle H_{\gamma }\colon T_{x_{0}}M\to T_{x_{0}}M}.
Als (Riemannsche) Holonomiegruppe {\displaystyle Hol(M,g)} von {\displaystyle (M,g)} bezeichnet man die Gruppe aller invertierbaren linearen Abbildungen
{\displaystyle A\in GL(T_{x_{0}}M)},
für die es eine geschlossene Kurve {\displaystyle \gamma } mit {\displaystyle A=H_{\gamma }} gibt.
Wegen
{\displaystyle H_{\gamma _{1}*\gamma _{2}}=H_{\gamma _{2}}\circ H_{\gamma _{1}}} und {\displaystyle H_{c_{x_{0}}}=Id}
ist {\displaystyle Hol(M,g)} tatsächlich eine Gruppe.

## Zerlegbarkeit von Holonomiedarstellungen
Zerlegungssatz von de Rham: Die Holonomiedarstellung einer einfach zusammenhängenden Riemannschen Mannigfaltigkeit ist genau dann reduzibel, wenn die Metrik lokal ein Produkt ist. Falls die Mannigfaltigkeit geodätisch vollständig ist, muss die Metrik sogar global eine Produktmetrik sein.

## Klassifikation irreduzibler Holonomiedarstellungen
Berger-Liste: Die Holonomiegruppe einer einfach zusammenhängenden, irreduziblen, nicht-symmetrischen Riemannschen {\displaystyle n}-Mannigfaltigkeit ist eine der folgenden:
- {\displaystyle SO(n)}
- {\displaystyle U(m)} mit {\displaystyle n=2m,m\geq 2} (Kählermannigfaltigkeiten)
- {\displaystyle SU(m)} mit {\displaystyle n=2m,m\geq 2} (Calabi-Yau-Mannigfaltigkeiten)
- {\displaystyle Sp(m)} mit {\displaystyle n=4m,m\geq 2} (Hyperkählermannigfaltigkeiten)
- {\displaystyle Sp(m)Sp(1)} mit {\displaystyle n=4m,m\geq 2}
- {\displaystyle G_{2}} mit {\displaystyle n=7}
- {\displaystyle Spin(7)} mit {\displaystyle n=8}

Bergers Liste der möglichen Holonomiegruppen enthielt ursprünglich noch {\displaystyle Spin(9)} mit {\displaystyle n=16}, diese Möglichkeit konnte 1968 von Alexeevsky ausgeschlossen werden.
Die Holonomiegruppen symmetrischer Räume waren bereits von Cartan klassifiziert worden. Für einen einfach zusammenhängenden, irreduziblen symmetrischen Raum {\displaystyle G/H} ist die Holonomiegruppe isomorph zu {\displaystyle H}.
Spezielle Holonomie: Als Mannigfaltigkeiten spezieller Holonomie bezeichnet man Riemannsche Mannigfaltigkeiten, deren Holonomiegruppe eine echte Untergruppe von {\displaystyle SO(n)} ist, also die Fälle 2-7 in Bergers Liste sowie Produkte, in denen mindestens einer der Faktoren in einen der Fälle 2-7 fällt.